# Дураццини, Антонио
Антонио Дураццини (итал. Antonio Durazzini, 1740—1810) — итальянский врач и ботаник. Практиковал медицину в городе Фильине-Вальдарно близ Флоренции.. В 1772 году описал и назвал род альбиция (Albizia) и вид Albizia julibrissin в честь флорентийского купца Филлипо дель Альбици, который обнаружил это дерево и привез его в Европу в 1749 году..